# Gabinet luster

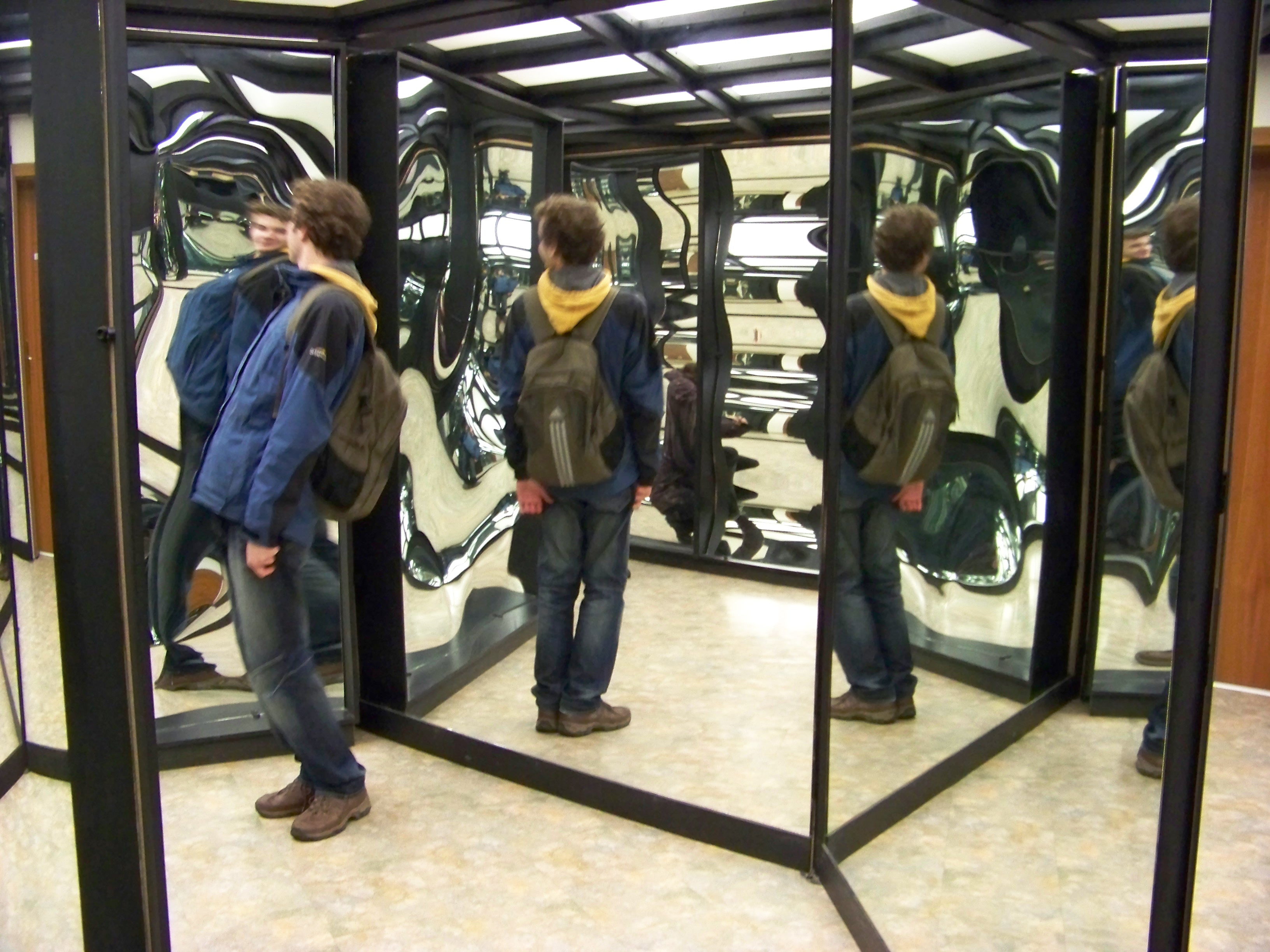
Współczesny gabinet luster

Gabinet luster – pomieszczenie w lunaparku, w którym umieszczone są lustra zniekształcające ludzkie postacie.
Celem gabinetu luster może być pobudzenie odwiedzających do śmiechu poprzez groteskowe zniekształcenie ich odbicia. Gabinety luster mogą mieć również formę labiryntu, w którym lustra stanowią dodatkową przeszkodę.

## Historia
Skłonność luster do oszukiwania zmysłów była znana od początku ich upowszechnienia się. Leonardo da Vinci stworzył rysunek ośmiościennego pomieszczenia z luster, w którym człowiek mógłby dostrzec swoje ciało z każdej strony w nieskończonej ilości odbić, a w 1678 roku Ludwik XIV zbudował w pałacu w Wersalu słynną Salę Lustrzaną. Lustra wykrzywiające odbicie były atrakcją znaną już w dawnych czasach lunaparków. Natomiast pierwszy gabinet luster zaprojektowany tak, by tworzył labirynt opatentował Niemiec Gustav Castan w 1888 roku.